# Max Boublil

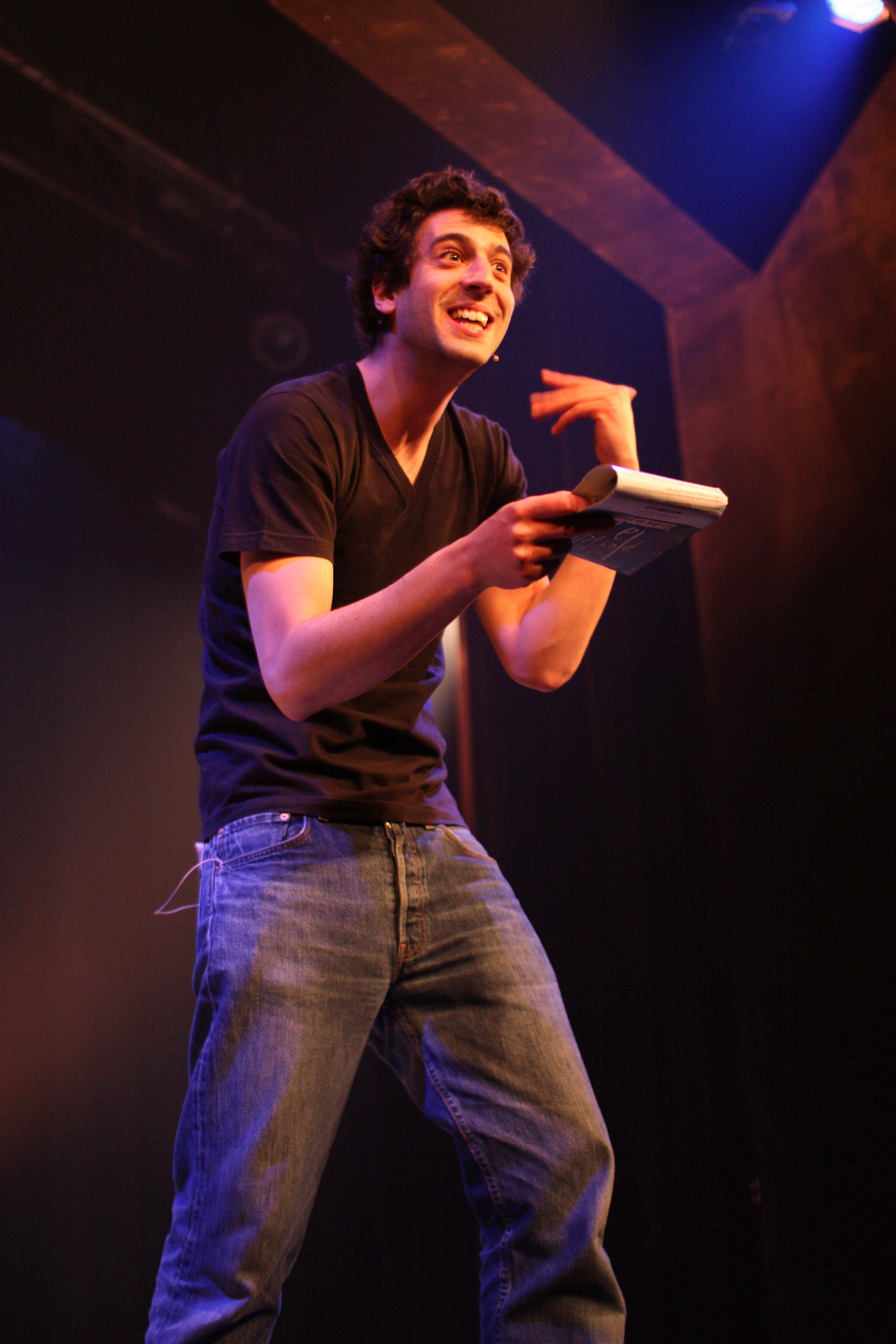
Max Boublil

Maximilien Boublil, más conocido como Max Boublil, (París, 17 de mayo de 1979) es un actor, humorista y cantante francés.

## Biografía
Es conocido por publicar mensualmente desde mayo del 2010, canciones humorísticas (Ce soir tu vas prendre, Susan Boyle, Chanson raciste, Chatroulette...) que han sido un éxito en Francia.
El 14 de febrero de 2011 publicó su primer disco, compuesto por estas canciones, creadas para su espectáculo "The one-man show"

## Filmografía

### Cine
- 2003: Les Gaous de Igor Sékulic
- 2004: Les Amateurs de Martin Valente
- 2009: La Folle Histoire d'amour de Simon Eskenazy de Jean-Jacques Zilbermann: David
- 2012: La Vérité si je mens ! 3 de Thomas Gilou
- 2013: Les Gamins de Anthony Marciano : Thomas
- 2013: Max le millionaire de Nicolas Cuche
- 2013: Des gens qui s'embrassent de Danièle Thompson

### Televisión
- 1999: Sous le soleil: Aldo
- 2001: Le Bon Fils de Irène Jouannet: Manuel
- 2002: Capitaine Lawrence: Marco
- 2002: La Bataille d'Hernani de Jean-Daniel Verhaeghe
- 2004: Quai n°1: Stan
- 2006: Mademoiselle Joubert: Floréal
- 2006: Hé M'sieur ! - Des yeux pour entendre de Patrick Volson: Matéo Goupil
- 2007: Mystère: Tom